# چینوآ آچه‌به
آلبرت چینوالوموگو آچه‌به (به انگلیسی: Albert Chinụalụmọgụ Achebe) معروف به «چینوآ آچه‌به» (زادهٔ ۱۶ نوامبر ۱۹۳۰ – درگذشتهٔ ۲۱ مارس ۲۰۱۳) نویسنده و شاعر نیجریه ای‌تبار بود. وی از معتبرترین نویسندگان قاره آفریقا بود. از او به‌عنوان «بنیانگذار ادبیات آفریقایی در زبان انگلیسی» یاد می‌شود. نخستین رمان او همه چیز فرو می‌پاشد در سال ۱۹۵۸ منتشر شد. این اثر به بیش از ۵۰ زبان جهان از جمله فارسی ترجمه شده و بیش از ده میلیون نسخه از آن فروش رفته‌است. آچه‌به در آثارش به تأثیرات دوره استعمار و همچنین فساد در آفریقا پرداخته‌است.

## زندگی
چینوا آچه‌به شانزدهم نوامبر ۱۹۳۰ (سی سال پیش از استقلال نیجریه) در شهر کوچک اگیدی در ایالت انامبرا، از شهرهای گوچک ایگبو زبان شرق نیجریه به دنیا آمد. وی پنجمین فرزند از شش فرزند ژانت و ایسایا اکافر آچه‌به است، که معلم جامعه کلیسای مسیونرها بود. والدینش نام آلبرت را از روی نام پرنس آلبرت، شوهر شهبانو ویکتوریا، روی پسر خود گذاشتند، اما نویسنده هنگام تحصیل در دانشگاه، اسم انگلیسی خود را کنار گذاشت و به جای آن اسم آفریقایی چینوا را انتخاب کرد که کوتاه شده چی نو الو مگو است، به معنی «ای روح من به یاری ام بشتاب».
آچه‌به در همان زادگاه خود به مدرسه کلیسا رفت که زبان آموزشی آن انگلیسی بود. آچه‌به کتاب‌های پدرش که کتاب‌های درسی مقدماتی و مذهبی بود را می‌خواند و در کنارش به قصه‌های محلی که مادر و خواهرش تعریف می‌کردند با شور شوق گوش می‌داد. پس از پایان دوره مدرسه اگیدی به دبیرستان‌های آبرومند اوموآهیا رفت و از همان آغاز مشتری پر و پا قرص کتابخانه پر مدرسه شد. آچه‌به در سال ۱۹۴۸ دبیرستان را تمام کرد و با استفاده از بورس تحصیلی در یونی ور سیتی کالج شهر ایبادان نام نوشت. بورس تحصلیی وی برای رشته پزشکی بود اما بعد از یک سال تغییر رشته داد و به دانشگاه علوم انسانی رفت. از طریق متن‌های ادبی دانشگاه به روشنی دریافت استعمارگران انگلیسی و نویسندگانش چه تصویر مخدوشی از فرهنگ آفریقا ارائه داده‌اند. تصویر ارائه شده تصویر مردمی است وحشی و خشن با غریره‌های پرشو و شهوانی و ذهنی ساده.
او خود می‌گوید: «و به خودم گفتم که این برداشت عام و مشهوری است، پس کسی هم باید پیدا شود و آفریقا را از درون نگاه کند» و چنین شد که آچیه دست به قلم برد.

### درگذشت
چینوا آچه‌به روز جمعه، ۲۱ مارس ۲۰۱۳ در سن ۸۲ سالگی در بیمارستانی در بوستون، ایالت ماساچوست، درگذشت. جسد او ۲۲ مه (حدود دو ماه پس از مرگش) از ایالات متحده به نیجریه فرستاده شد تا در زادگاهش به خاک سپرده شود.

## خوصیات نوشتار
آچه‌به در رمانهايش جامعه ایگبو را با تمام مساوات مداری پرخروش آن و مجادله‌هایی که یادآور گردهمایی شهری است تصویر می‌کند. در اگیدی دو فرهنگ به صورت مسالمت آمیز در کنار هم زندگی می‌کردند، در یک طرف، رسوم اجتماعی و سنت‌های دینی آفریقا را می‌بینیم و در طرف دیگر قدرت استعماری بریتانیا و مسیحیت را. اما آچه‌به، به جای آنکه میان این دو شیوه زندگی گرفتار آید و از هم بپاشد، کنجکاوانه در پی شناخت هر دو شیوه برآمد و مجذوب چشم‌انداز دوگانه شد که حاصل زیستن در محل تلاقی فرهنگ‌ها است.

## آثار

### رمان
| سال انتشار | عنوان فارسی         | عنوان انگلیسی            | توضیحات |
| ---------- | ------------------- | ------------------------ | ------- |
| ۱۹۵۸       | همه چیز فرو می‌پاشد  | Things Fall Apart        |         |
| ۱۹۶۰       | دیگر آرامشی نیست    | No Longer at Ease        |         |
| ۱۹۶۴       |                     | Arrow of God             |         |
| ۱۹۶۶       | مرد مردمی           | A Man of the People      |         |
| ۱۹۸۷       | تپه‌های مورچه ساوانا | Anthills of the Savannah |         |

### مجموعه داستان‌های کوتاه
| سال انتشار | عنوان فارسی                     | عنوان انگلیسی                                        | توضیحات               |
| ---------- | ------------------------------- | ---------------------------------------------------- | --------------------- |
| ۱۹۵۳       | «راه مردان مرده»                | «Dead Men's Path»                                    |                       |
| ۱۹۵۳       | تخم مرغ قربانی و داستان‌های دیگر | The Sacrificial Egg and Other Stories                |                       |
| ۱۹۷۱       |                                 | Civil Peace                                          |                       |
| ۱۹۷۳       | دختران در جنگ و داستان‌های دیگر  | Girls at War and Other Stories                       |                       |
| ۱۹۸۵       | داستان‌های آفریقایی              | African Short Stories                                | editor, with CL Innes |
| ۱۹۹۲       |                                 | Heinemann Book of Contemporary African Short Stories | editor, with CL Innes |
|            | رای‌دهندگان                      | The Voter                                            |                       |
| ۱۹۵۲       | «ازدواج امری خصوصی ست»          | «Marriage Is A Private Affair»                       |                       |

### شعر
| سال انتشار | عنوان فارسی         | عنوان انگلیسی                                                            | توضیحات                                                           |
| ---------- | ------------------- | ------------------------------------------------------------------------ | ----------------------------------------------------------------- |
| ۱۹۷۱       |                     | Beware, Soul-Brother, and Other Poems                                    | published in the US as Christmas at Biafra, and Other Poems, 1973 |
| ۱۹۷۸       |                     | Don't let him die: An anthology of memorial poems for Christopher Okigbo | editor, with Dubem Okafor                                         |
| ۱۹۹۸       |                     | Another Africa                                                           |                                                                   |
| ۲۰۰۵       |                     | Collected Poems Carcanet Press                                           |                                                                   |
|            | مادر و کودک پناهنده | Refugee Mother And Child                                                 |                                                                   |
|            | کرکسهای             | Vultures                                                                 |                                                                   |

### مقالات، نقد و تفسیر سیاسی
| سال انتشار   | عنوان فارسی                                     | عنوان انگلیسی                                                   | توضیحات     |
| ------------ | ----------------------------------------------- | --------------------------------------------------------------- | ----------- |
| ۱۹۶۵         | داستان‌نویس به عنوان معلم                        | The Novelist as Teacher                                         |             |
| ۱۹۷۵         | تصویر از آفریقا: نژادپرستی در «دل تاریکی» کنراد | An Image of Africa: Racism in Conrad's "Heart of Darkness»      |             |
| ۱۹۷۵         |                                                 | Morning Yet on Creation Day                                     |             |
| ۱۹۸۴         |                                                 | The Trouble With Nigeria                                        |             |
| ۱۹۸۸         | امیدها و مشکلات                                 | Hopes and Impediments                                           |             |
| ۲۰۰۰         | خانه و تبعید                                    | Home and Exile                                                  |             |
| ۶ اکتبر ۲۰۰۹ |                                                 | Education of a British protected Child                          |             |
| ۲۰۱۰         |                                                 | The Igbo and their Perception of God, Human Beings and Creation | forthcoming |

### کتاب کودک
| سال انتشار | عنوان فارسی | عنوان انگلیسی                 | توضیحات               |
| ---------- | ----------- | ----------------------------- | --------------------- |
| ۱۹۶۶       |             | Chike and the River           |                       |
| ۱۹۷۲       |             | How the Leopard Got His Claws | with John Iroaganachi |
| ۱۹۷۵       | فلوت        | The Flute                     |                       |
| ۱۹۷۸       | درام        | The Drum                      |                       |